# Laura Smith (femme politique)
Pour les articles homonymes, voir Smith.
Laura Smith (née en 1985) est une femme politique britannique appartenant au Parti travailliste qui est députée pour Crewe et Nantwich depuis 2017 en battant le sortant Conservateur Edward Timpson par 48 voix.

## Début de carrière
Elle fait ses études à l'École de Brine Leas à Nantwich, et au collège du Cheshire de Crewe. Elle poursuit ses études à l'Université métropolitaine de Manchester, pour devenir professeur des écoles. Elle fonde une entreprise de tutorat, appelé One-to-One d'Apprentissage, basée à Nantwich, où elle travaille avec des centaines d'écoliers de la région.

## Carrière politique
Smith est impliquée dans la campagne contre les coupes budgétaires à l'école, dans le Cheshire East.
Elle est la candidate du Parti travailliste pour la circonscription de Crewe et Nantwich en 2017. Elle bat le sortant Conservateur le ministre junior Edward Timpson par 48 voix.
Le 13 juin 2018, Smith et cinq autres députés travaillistes démissionnent de leur rôle de frontbenchers pour le Parti travailliste en signe de protestation contre la position du parti sur le brexit. Le leader Jeremy Corbyn demande à ses députés de s'abstenir lors d'un vote sur le maintien dans le marché unique, en adhérant à l'Espace économique européen (EEE). À la suite de sa démission, Smith vote contre l'entrée dans l'EEE. Elle démissionne également de son poste dans le Shadow Cabinet.
En septembre 2018, elle appelle à une grève générale pour "renverser", Theresa May. Le chef adjoint du Labour, Tom Watson, prend rapidement ses distances avec Smith, disant que ses commentaires ne sont "pas particulièrement utiles".